# Mistrzostwa Polski w Snowboardzie 2020
Mistrzostwa Polski w snowboardzie 2019 odbyły się 7 marca 2019 roku w Szczyrku. Początkowo w dniu 4 marca 2020 również w Szczyrku miały zostać rozegrane mistrzostwa polski w snowcrossie i skicrossie, jednak ze względu na niekorzystne warunki śniegowe oraz brak odpowiedniego terminu zastępczego zawody musiały zostać odwołane.

## Wyniki

### Kobiety

#### Slopestyle
| Pozycja | Zawodnik            | Klub                                   | Przejazd 1 | Przejazd 2 | Najlepszy | Strata |
| ------- | ------------------- | -------------------------------------- | ---------- | ---------- | --------- | ------ |
|         | Katarzyna Rusin     | AZS AWF Katowice Alpino Freestyle team | 75,75      | 72,25      | 75,75     | -      |
|         | Martyna Maciejewska | Freestyle Team                         | 70,00      | 31,00      | 70,00     | 5,75   |
|         | Paulina Zaradna     | AZS AWF Katowice Alpino Freestyle team | 40,75      | 63,00      | 63,00     | 12,75  |

### Mężczyźni

#### Slopestyle
| Pozycja | Zawodnik         | Klub                                   | Przejazd 1 | Przejazd 2 | Najlepszy | Strata |
| ------- | ---------------- | -------------------------------------- | ---------- | ---------- | --------- | ------ |
|         | Piotr Tokarczyk  | AZS AWF Katowice Alpino Freestyle team | 71,50      | 87,00      | 87,00     | -      |
|         | Aleksander Czuba | AZS AWF Katowice Alpino Freestyle team | 72,25      | 38,75      | 72,25     | 14,75  |
|         | Maciej Mróz      | AZS Zakopane                           | 53,25      | 72,00      | 72,00     | 15     |